# فهرست فیلم‌های پویانمایی ۲۰۲۱
این فهرستی از فیلم‌های بلند پویانمایی است که در سال ۲۰۲۱ منتشر شدند.

## پرفروش‌ترین فیلم‌های پویانمایی
| رتبه | عنوان                               | توزیع‌کننده        | فروش جهانی   | منبع          |
| ---- | ----------------------------------- | ----------------- | ------------ | ------------- |
| ۱    | آواز ۲                              | یونیورسال پیکچرز  | $۴۱۱٬۱۲۳٬۱۰۷ | [ ۱ ] [ ۲ ]   |
| ۲    | افسون                               | والت دیزنی پیکچرز | $۲۵۶٬۲۱۱٬۵۳۱ | [ ۳ ]         |
| ۳    | جوجوتسو کایسن ۰                     | توهو              | $۱۸۹٬۳۱۱٬۱۱۹ | [ ۴ ]         |
| ۴    | بچه رئیس: کسب‌وکار خانوادگی          | یونیورسال پیکچرز  | $۱۴۶٬۹۶۹٬۳۶۰ | [ ۵ ] [ ۶ ]   |
| ۵    | گشت پنجه‌ای: فیلم                    | پارامونت پیکچرز   | $۱۴۴٬۳۲۷٬۳۷۱ | [ ۷ ]         |
| ۶    | رایا و آخرین اژدها                  | والت دیزنی پیکچرز | $۱۳۰٬۴۲۳٬۰۳۲ | [ ۸ ] [ ۹ ]   |
| ۷    | خانواده آدامز ۲                     | یونایتد آرتیستس   | $۱۱۷٬۷۹۴٬۱۵۳ | [ ۱۰ ]        |
| ۸    | خرس‌های بونی: زندگی در طبیعت         | هواکیانگ پیکچرز   | $۹۷٬۲۰۰٬۰۰۰  | [ ۱۱ ]        |
| ۹    | کارآگاه کونان: گلوله سرخ            | توهو              | $۹۵٬۶۵۹٬۹۷۹  | [ ۱۲ ]        |
| ۱۰   | اونگلیون: ۳٫۰+۱٫۰ سه بار در یک زمان | توهو              | $۹۲٬۲۴۶٬۲۱۸  | [ ۱۳ ] [ ۱۴ ] |

## فهرست
| عنوان                                                      | کشور                                          | کارگردان                                                    | استودیو | یادداشت                      |                                                           |
| ---------------------------------------------------------- | --------------------------------------------- | ----------------------------------------------------------- | --- | ---------------------------- | --------------------------------------------------------- |
| خانواده آدامز ۲                                            | آمریکا                                        | کنراد ورنن گرگ تیرنان                                       | مترو گلدوین مایر یونایتد آرتیستس | سی‌جی انیمیشن                 | [ ۱۶ ]                                                    |
| مامور بک‌کوم: کینگز بر                                      | چین                                           | ژانگ یانگ                                                   | آلفا پیکچرز | سی‌جی انیمیشن                 | [ ۱۷ ]                                                    |
| آینبو: روح آمازون                                          | پرو هلند                                      | ریچارد کلاوس، خوزه زلادا                                    | تونچه فیلمس کول بینز | سی‌جی انیمیشن                 | [ ۱۸ ]                                                    |
| آلفیا ۲۰۵۳                                                 | لبنان فرانسه                                  | جرج ابو مهیا                                                | اسپرینگ انترتینمنت | سنتی                         | [ ۱۹ ] [ ۲۰ ]                                             |
| آمریکا: تصویر متحرک                                        | آمریکا                                        | مت تامپسون                                                  | نتفلیکس انیمیشن فلوید کنتی پروداکشنز لرد میلر پروداکشنز | سنتی                         | [ ۲۱ ]                                                    |
| آرلو پسر تمساح                                             | آمریکا                                        | رایان کرگو                                                  | نتفلیکس انیمیشن تیت‌ماوس | سنتی                         | [ ۲۲ ]                                                    |
| بازگشت به آوت‌بک                                            | آمریکا                                        | کلر نایت، هری کریپس                                         | نتفلیکس انیمیشن آکیوا گلدزمن | سی‌جی انیمیشن                 | [ ۲۳ ]                                                    |
| بتمن: روح اژدها                                            | آمریکا                                        | سام لیو                                                     | برادران وارنر انیمیشن دی‌سی کامیکس | سنتی                         | [ ۲۴ ] [ ۲۵ ]                                             |
| بتمن: هالووین طولانی                                       | آمریکا                                        | کریس پالمر                                                  | برادران وارنر انیمیشن دی‌سی کامیکس | سنتی                         | [ ۲۵ ] [ ۲۶ ]                                             |
| بل                                                         | ژاپن                                          | مامورو هوسودا                                               | استودیو چیزو | سنتی                         | [ ۲۷ ]                                                    |
| بچه رئیس: کسب‌وکار خانوادگی                                 | آمریکا                                        | تام مک‌گراث                                                  | دریم‌ورکس انیمیشن | سی‌جی انیمیشن                 | [ ۲۸ ]                                                    |
| کارآگاه کونان: گلوله سرخ                                   | ژاپن                                          | توموکا ناگائوکا                                             | تی‌ام‌اس انترتینمنت | سنتی                         | [ ۲۹ ]                                                    |
| دفترچه خاطرات یک پسربچه بی‌عرضه (فیلم ۲۰۲۱)                 | آمریکا                                        | سوینتون اسکات                                               | انیمیشن فاکس قرن بیستم | سی‌جی انیمیشن                 | [ ۳۰ ]                                                    |
| قطار دایناسورها: جزیره ماجراجویی                           | آمریکا                                        | کریگ بارتلت                                                 | شرکت جیم هنسن | سی‌جی انیمیشن                 | [ ۳۱ ]                                                    |
| دگتانیان و سه موسکهوند                                     | Spain                                         | تونی گارسیا                                                 | آپولو فیلمز کاسمس مایا | سی‌جی انیمیشن                 | [ ۳۲ ]                                                    |
| افسون                                                      | آمریکا                                        | بایرون هاوارد جرد بوش                                       | استودیو انیمیشن والت دیزنی | سی‌جی انیمیشن                 | [ ۳۳ ] [ ۳۴ ]                                             |
| اونگلیون: ۳٫۰+۱٫۰ سه بار در یک زمان                        | ژاپن                                          | هیدئاکی آنو کازویا تسوروماکی ماهیرو مائده                   | کارا | سنتی                         | [ ۳۵ ]                                                    |
| منقرض‌شده                                                   | کانادا چین                                    | دیوید سیلورمن ریموند پرسی                                   | سین‌سایت تنکانت پیکچرز | سی‌جی انیمیشن                 | [ ۳۶ ]                                                    |
| فلیکس و گنج مورگا                                          | کانادا                                        | نیکولا لمی                                                  | ۱۰ای اونیو | سی‌جی انیمیشن                 | [ ۳۷ ]                                                    |
| فلی                                                        | آمریکا، بریتانیا، فرانسه، سوئد، نروژ، دانمارک | یوناس پوهر راسموسن                                          | |                              | [ ۳۸ ]                                                    |
| The Gools                                                  | ایران                                         | فرزاد دالوند                                                | استودیوی پویانمایی آریا | سی‌جی انیمیشن                 | [ ۳۹ ]                                                    |
| هتل ترانسیلوانیا ۴                                         | آمریکا                                        | جنیفر کلوسکا درک دریمون                                     | کلمبیا پیکچرز سونی پیکچرز انیمیشن آمازون استودیوز | سی‌جی انیمیشن                 | [ ۴۰ ]                                                    |
| بی‌عدالتی: خدایان میان ما                                   | آمریکا                                        | نامشخص                                                      | برادران وارنر انیمیشن دی‌سی انترتینمنت | سنتی                         | [ ۴۱ ] [ ۴۲ ] [ ۴۳ ]                                      |
| اینو-اوه                                                   | ژاپن                                          | ماساکی یواسا                                                | ساینس سارو | سنتی                         | [ ۴۴ ]                                                    |
| سفر                                                        | عربستان سعودی ژاپن                            | شیزونو کوبون                                                | توئی انیمیشن منگا پروداکشنز | سنتی                         | [ ۴۵ ]                                                    |
| انجمن عدالت: جنگ جهانی دوم                                 | آمریکا                                        | جف وامستر                                                   | برادران وارنر انیمیشن دی‌سی انترتینمنت | سنتی                         | [ ۲۵ ]                                                    |
| کوشچی: داستان واقعی                                        | روسیه                                         | آندری کلپین                                                 | پرواز انیمیشن استودیو | سی‌جی انیمیشن                 | [ ۴۶ ]                                                    |
| شعر لامیا                                                  | کانادا، آمریکا                                | الکس کرونمر                                                 | ونیتی پروداکشنز پیپ انیمیشن سرویسز |                              | [ ۴۷ ]                                                    |
| افسانه‌ها: مبدأ                                             | مکزیک                                         | ریکاردو آرنیز                                               | انیما استودیوز | پویانمایی ۲ بعدی             | [ ۴۸ ] [ ۴۹ ]                                             |
| خانه لاود                                                  | آمریکا                                        | دیو نیدام                                                   | پارامونت پلاس نیکلودئون موویز نیو رپبابلیک پیکچرز | سنتی                         | [ ۵۰ ] [ ۵۱ ]                                             |
| لوکا                                                       | آمریکا                                        | انریکو کازاروزا                                             | استودیو سینمایی والت دیزنی پیکسار | سی‌جی انیمیشن                 | [ ۵۲ ]                                                    |
| مایا زنبوره - گوی طلایی                                    | آلمان اتریش                                   | نوئل کلیاری                                                 | باز استودیوزاستودیو ۱۰۰ انیمیشن | سی‌جی انیمیشن                 | [ ۵۳ ] [ ۵۴ ]                                             |
| میچل‌ها در برابر ماشین‌ها                                    | آمریکا                                        | مایک ریاندا                                                 | کلمبیا پیکچرز سونی پیکچرز انیمیشن فیل لرد و کریستوفر میلر                                                                                                  | سی‌جی انیمیشن                 | [ ۵۵ ] [ ۵۶ ] [ ۵۷ ]                                      |
| Moomios                                                    | اسپانیا                                       | جوردی گاسول                                                 | کت پیکچرز ۴ | سی‌جی انیمیشن                 | [ ۵۸ ] [ ۵۹ ]                                             |
| افسانه‌های مورتال کمبت: نبرد قلمروها                        | آمریکا                                        | ایتن اسپالدینگ                                              | برادران وارنر انیمیشن ندررلم استودیوز | سنتی                         | [ ۶۰ ]                                                    |
| اسب کوچک من: نسل جدید                                      | آمریکا                                        | رابرت کالن خوزه لوئیس اوچا مارک فتیبن (کارگردان مشترک)      | نتفلیکس انترتینمنت وان بولدر مدیا | سی‌جی انیمیشن                 | [ ۶۱ ]                                                    |
| ناهوئل و کتاب جادو Nahuel y el Libro Mágico                | شیلی برزیل                                    | ژرمین آکونیا                                                | کاربورادورس پونکروبوت استودیوز لوانته فیلمسزرد انیمیشن دراگاو استودیو لاتیدو فیلمز                                                                         | سنتی                         | [ ۶۲ ] [ ۶۳ ] [ ۶۴ ] [ ۶۵ ]                               |
| کتاب دوستان ناتسومه: صخره بیدار و بازدیدکننده عجیب         | ژاپن                                          | تاکاهیرو عموری                                              | شوکا | سنتی                         | [ ۶۶ ]                                                    |
| Night of the Animated Dead                                 | آمریکا                                        | جیسون اکسین                                                 | برادران وارنر انیمیشن | سنتی                         | [ ۶۷ ]                                                    |
| Nutcracker and the Magic Flute                             | روسیه                                         | جورجی گیتیس                                                 | کتب فیلم کمپانی سکزکا انیمیشن ستودیو | سی‌جی انیمیشن                 | [ ۶۸ ]                                                    |
| هشت‌نوردان و حلقه آتش                                       | بریتانیا کانادا                               | بلر سیمونز                                                  | سیلورگیت مدیا مین‌فریم استودیو | سی‌جی انیمیشن                 | [ ۶۹ ] [ ۷۰ ]                                             |
| پاندا در برابر بیگانگان                                    | کانادا چین                                    | شان پاتریک اورلی                                            | آرکانا استودیو ییسنگ مدیا لوس انگلس-بیجینگ استودیوس | سی‌جی انیمیشن                 | [ ۷۱ ]                                                    |
| گشت پنجه‌ای: فیلم                                           | کانادا                                        | کال برانکر                                                  | پارامونت پیکچرز اسپین مستر نیکلودئون موویز | سی‌جی انیمیشن                 | [ ۷۳ ]                                                    |
| پیل                                                        | فرانسه                                        | ژولین فورنت                                                 | تات پروداکشنز سند گروپ ام۶ سینما ۳ فرانسه | سی‌جی انیمیشن                 | [ ۷۴ ]                                                    |
| پینوکیو                                                    | آمریکا                                        | گیرمو دل تورو مارک گوستافسون                                | نتفلیکس انیمیشن شرکت جیم هنسن پتی شادوماشینز فیلمز نکروپیا انترتینمنت                                                                                      | موشن استاپ                   | [ ۷۵ ]                                                    |
| Pinocchio: A True Story                                    | روسیه                                         | واسیلی روونسکی                                              | مجوز برندها | سی‌جی انیمیشن                 | [ ۷۶ ]                                                    |
| فیلم ماه ابدی ملوان نگهبان زیبا                            | ژاپن                                          | چیاکی کن                                                    | توئی انیمیشن استودیو دین | سنتی                         | فیلم ۲ قسمتی؛ چهارمین و پنجمین فیلم از فرانشیز سیلور مون  |
| پرنسس پرینسیپل: تاج و تخت                                  | ژاپن                                          | ماساکی تاچیبانا                                             | آکتاس | سنتی                         | [ ۸۰ ]                                                    |
| رایا و آخرین اژدها                                         | آمریکا                                        | دان هال کارلوس لوپز استرادا                                 | استودیو انیمیشن والت دیزنی | سی‌جی انیمیشن                 | [ ۸۱ ] [ ۸۲ ]                                             |
| ریوردنس: ماجراجویی انیمیشن                                 | بریتانیا                                      | دیو روزنبوم ایمون باتلر                                     | انی‌ونچر ریور پروداکشنز | سی‌جی انیمیشن                 | [ ۸۳ ]                                                    |
| راک داگ                                                    | آمریکا                                        | مارک بالدو                                                  | لاینزگیت | سی‌جی انیمیشن                 | [ ۸۴ ]                                                    |
| ران قاطی کرده                                              | بریتانیا                                      | سارا اسمیت، اوکتاویو رودریگز                                | انیمیشن فاکس قرن بیستم لاک‌اسمیت انیمیشن | سی‌جی انیمیشن                 | [ ۸۵ ] [ ۸۶ ] [ ۸۷ ]                                      |
| اسکو بی دوو! شمشیر و اسکوب                                 | آمریکا                                        | ماکسول اتمز مل زویر کریستینا سوتا                           | برادران وارنر انیمیشن | سنتی                         | [ ۸۸ ]                                                    |
| آژانس کنترل جادوی مخفی                                     | روسیه                                         | آلکسی سیتسیلین                                              | ویزارت انیمیشن سی‌تی‌سی فیلم | سی‌جی انیمیشن                 | [ ۸۹ ]                                                    |
| سایتکو یامویندومو: فیلم ۲                                  | ژاپن                                          | هیرومیتسو کانازاوا                                          | گوهندز | سنتی                         | [ ۹۰ ]                                                    |
| شیکا نو او                                                 | ژاپن                                          | ماساشی آندو ماسایوکی میاجی                                  | پروداکشن آی. جی | سنتی                         | [ ۹۱ ]                                                    |
| آواز ۲                                                     | آمریکا فرانسه                                 | گارت جنینگز                                                 | ایلومینیشن انترتینمنت ایلومینیشن مک گاف | سی‌جی انیمیشن                 | [ ۹۲ ] [ ۹۳ ]                                             |
| The Snow Queen 5                                           | روسیه                                         | آندری کورنکوف                                               | ویزارت انیمیشن | سی‌جی انیمیشن                 | [ ۹۴ ]                                                    |
| روح رام‌نشده                                                | آمریکا                                        | ایلین بوگان آنیون تورسان                                    | یونیورسال استودیو دریم ورکس انیمیشن | سی‌جی انیمیشن                 | [ ۹۵ ]                                                    |
| ستاره بلیزر: جنگنده فضایی یاماتو ۲۲۰۵                      | ژاپن                                          | کنجی یاسودا                                                 | سیت‌لایت | سنتی                         | [ ۹۶ ]                                                    |
| مستقیم از هیچ‌کجا: اسکو بی دوو! با شجاعت سگ ترسو آشنا می‌شود | آمریکا                                        | سیسیلیا آرانوویچ                                            | برادران وارنر انیمیشن | سنتی                         | [ ۹۷ ]                                                    |
| هنر آنلاین شمشیر: آریا از یک شب بی‌ستاره                    | ژاپن                                          | ایاکو کاوانو                                                | ای-۱ پیکچرز | سنتی                         | [ ۹۸ ]                                                    |
| تایتان‌های نوجوان به پیش!                                   | آمریکا                                        | پیتر ریدا مایکل                                             | برادران وارنر انیمیشن | سی‌جی انیمیشن                 | [ ۹۹ ]                                                    |
| شکارچیان ترول: ظهور تایتان‌ها                               | آمریکا                                        | یوهان مات فرانسیسکو رویز ولاسکو اندرو اشمیت                 | تلویزیون دریم‌ورکس انیمیشن گیرمو دل تورو وانگ فیلم | سی‌جی انیمیشن                 | [ ۱۰۰ ]                                                   |
| نجات تخم‌های کوچک                                           | مکزیک                                         | گابریل ریوا پالاسیو آلاتریست رودولفو ریوا پالاسیو آلاتریسته | هووکارتون پروداکشنز | سی‌جی انیمیشن                 | [ ۱۰۱ ] [ ۱۰۲ ] [ ۱۰۳ ] [ ۱۰۴ ] [ ۱۰۵ ]                   |
| ویوو                                                       | آمریکا                                        | کیرک دمیکو براندون جفوردز                                   | کلمبیا پیکچرز سونی پیکچرز انیمیشن | سی‌جی انیمیشن                 | [ ۱۰۶ ] [ ۱۰۷ ] [ ۱۰۸ ]                                   |
| وندل و وایلد                                               | آمریکا                                        | هنری سیلیک                                                  | نتفلیکس انیمیشن گتهام گروپ مانکی‌پاو پروداکشنز | موشن استاپ                   | [ ۷۵ ]                                                    |
| Wings 2От винта 2 3D                                       | روسیه ارمنستان                                | وج سرکیسیان                                                 | پارادیز پروداکشنز توچ فکس انیمیشن ستودیو | سی‌جی انیمیشن                 | [ ۱۰۹ ]                                                   |
| اژدهای آرزو                                                | آمریکا                                        | کریس اپلانز                                                 | کلمبیا پیکچرز سونی پیکچرز انیمیشن بیس اف‌ایکس بیجینگ اسپارکل رول مدیا کورپوراتیون فلگ‌شیپ انترتینمنت باس کولابوریشن تنکانت پیکچرز کالچرال اینوستمنت هولدینگز | سی‌جی انیمیشن                 | [ ۱۱۰ ] [ ۱۱۱ ] [ ۱۱۲ ]                                   |
| هرج‌ومرج فضایی: میراثی جدید                                 | آمریکا                                        | مالکوم دی. لی                                               | گروه انیمیشن وارنر | انیمیشن سنتی/سی‌جی/ لایو اکشن | اولین فیلم از لونی تونز پس از لونی تونز: بازگشت به مبارزه |